# Batteria San Giuliano
La Batteria San Giuliano era una batteria costruita all'interno dell'omonimo forte in posizione intermedia tra le due caserme interne. La Batteria era composta da una linea di fuoco a cielo aperto, senza strutture protettive a copertura, ma protetta dalle mura del forte, sulla quale erano posizionati sei obici da 28 GRC Ret a puntamento indiretto guidati da un telemetro. Il compito di queste artiglierie era quello di battere lo specchio d'acqua a levante e l'imboccatura del porto.

## Storia e struttura
Sottostante al piazzale della batteria, erano sistemati un complesso sistema di gallerie e locali che ospitavano le riservette e le polveriere per gli obici; la caserma del forte ospitava la guarnigione. Nel 1913 parte della struttura del forte, furono demolite per permettere la costruzione del lungomare di Corso Italia.

Nel 1937 nel forte fu ricavata una nuova batteria contraerea. Inizialmente presidiata da uomini del Regio Esercito durante la seconda guerra mondiale, dopo l'8 settembre la batteria venne requisita da militi della RSI e della Wehrmacht. Nel dopoguerra la batteria è stata demolita; al suo posto è stato ricavato un piazzale. Il forte, adeguatamente ristrutturato, è oggi la sede del Comando provinciale Carabinieri di Genova, e per questo motivo non è visitabile.